# Polymixis isolata
Polymixis isolata là một loài bướm đêm trong họ Noctuidae.